# كأس اتحاد الرجبي الأوروبي 1954
كأس اتحاد الرجبي الأوروبي 1954 (بالإيطالية: Coppa Europa di rugby 1954)‏ هو الموسم 5 من  بطولة أمم أوروبا ‏. أقيم خلال الفترة 5 أبريل 1954 وحتى 24 أبريل 1954، وبمشاركة  6 فريقاً، وفاز فيه منتخب فرنسا الوطني لاتحاد الرغبي.